# Rolf Vollé

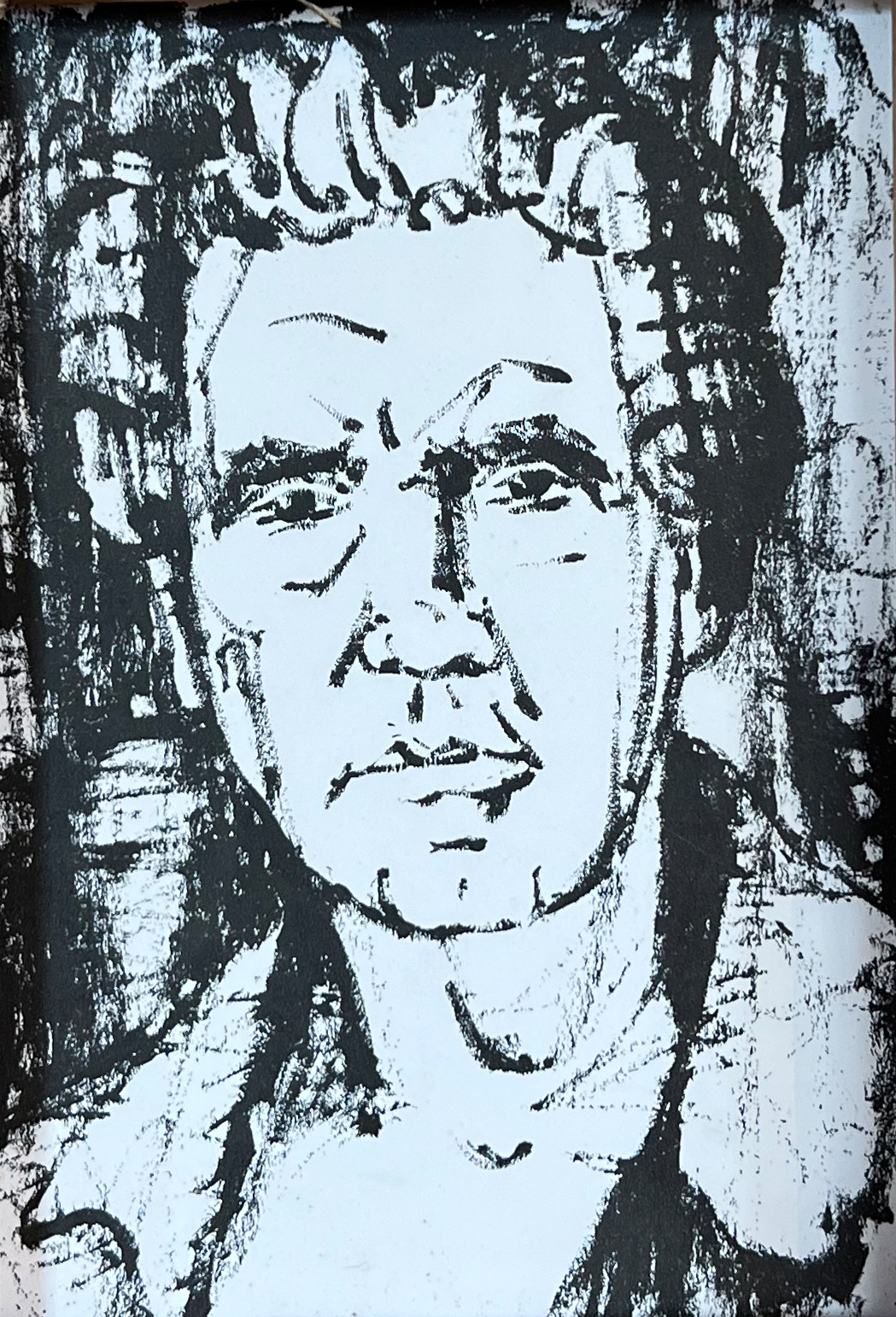
Selbstportrait, ca. 1955

Rolf Vollé (geboren 12. Januar 1901 in Basel; gestorben 9. Februar 1956 ebenda) war ein Schweizer Kunstmaler.

## Leben und Wirken
Der Sohn eines Tapezierers folgte nach Abbruch einer kaufmännischen Lehre seiner zeichnerischen Begabung und befasste sich zunächst autodidaktisch mit der Malerei, insbesondere der Landschaftsmalerei. In seiner damaligen Spachteltechnik malte er Naturbilder, zu Beginn noch deutlich beeinflusst von der gedämpften und tonigen Basler Malerei.
Seine erste mit 23 Jahren geschlossene Ehe wurde geschieden und er heiratete 1936 Anny Küng. Aus dieser Ehe gingen eine Tochter und ein Sohn hervor.
In der Zeit der Wirtschaftskrise stellte er den schaffenden und leidenden Menschen ins Zentrum seiner Kunst. Es entstanden die ersten großen Gemälde von Kumpels in den Bergwerken und von arbeitenden Bauern. Mit dem Bau des Hauses auf der Riederalp wandte er sich der Alpenwelt zu, malte Ölgemälde mit Naturmotiven und fertigte Holzschnitte mit ländlichen Motiven an. Vollé baute ein Ferienchalet und lud zu Ausstellungen in sein Bergatelier ein. In Riederalp wohnte ab 1940 auch der Maler Henri-Eduard Huguenin, mit dem er im Wettbewerb um die Gunst des Publikums stand. Vollés Gemälde fanden auch im Oberwallis Interesse und die Gemeinde Brig lud ihn 1954 ein, seine Alpenbilder im Stockalperschloss zu zeigen.
Nach einigen Atelierausstellungen wurden 50 seiner Werke erstmals auf der Internationalen Schiffahrtsausstellung in Rorschach ausgestellt.
Er unternahm Studienreisen an den Gardasee, nach Süditalien und in die Rheinlande, wo die Industrie- und Bergwerksbilder entstanden. Nach dem Zweiten Weltkrieg machte er in Wien wichtige Begegnungen mit Künstlern wie Herbert Boeckl, Anton Kolig, Hans Boehler, Rudolf Haybach und Karl Ginthart. Er wurde Schüler und Assistent von Herbert Boeckl. Neben Basel und der Riederalp wurde Wien bald seine zweite Heimat. Er wurde in die Künstlergruppe der Wiener Secession aufgenommen und veranstaltete in diesem Rahmen 1952 eine größere Gesamtschau seiner Werke. Der österreichische Bundespräsident Renner verlieh ihm den Titel eines Professors.
1938 blickten Hans Wieland und Max F. Schneider in einer bebilderten Monografie zurück auf die ersten zehn Schaffensjahre Vollés. Später schilderte Rudolf Haybach in der Reihe der Wiener Secession erschienenen Biographie seine künstlerische Entwicklung vom Naturalisten zum immer abstrakter, monumentaler und farbiger werdenden Landschafter. Auch der Aufsatz Der Basler Maler Rolf Vollé von Karl Ginhart in der Zeitschrift Kunst ins Volk gibt einen Überblick über das Werk des Künstlers. 
25 Jahre nach seinem Tod organisierte der Kunstverein Oberwallis im Jahre 1981 zusammen mit dem Verkehrsverein Riederalp eine Gedächtnisausstellung in der Galerie Zur Matze in Brig und auf Riederalp, verbunden mit der Herausgabe des Buches Vollé.

## Ausstellungen
- 1933: Kornhaus Rorschach (Internationale Schifffahrtsausstellung)
- 1936: Kartausgasse, Basel (Atelier-Ausstellung)
- 1937: Imthurneum Schaffhausen, Gewerbe und Schifffahrtsausstellung
- 1939: Ständige Ausstellungen im Berg-Atelier auf Riederalp
- 1941: Atelierausstellung
- 1944: Neuchâtel, Galerie Leopold Robert, Alpine Kunst
- ab 1949: Wiener Secession (mit andern Gruppen)
- 1952: Wiener Secession, eigenen Ausstellung
- 1953: Wiener Secession, Internationale Ausstellung moderner christlicher Kunst, Gemälde: Kreuzigung
- 1954: Stockalperschloss, Brig
- 1955: Haus der Kunst, München
- 1959: Atelier-Gedächtnis-Ausstellung Kartausgasse, Basel
- 1981: Gedächtnis-Ausstellung in der Galerie Matze in Brig, im Berg-Atelier und im Verkehrsbüro Riederalp
- 1986: Ausstellung von ca. 80 Ölgemälden und ca. 60 Aquarellen und Zeichnungen in der Galerie Perrig in Basel

## Werke
Anfänglich von der Rheinlandschaft angesprochen; Schifffahrt und Industrie am Rhein, Bergbau und Kumpel im Ruhrgebiet, Bilder vom Bodensee, Blumenstücke, dann Hochgebirgslandschaften aus dem Wallis, Arbeiter- und Walliser Volkstyppen, Figurenbilder von Musikern, Gruppenbilder, Selbstbildnisse, Stillleben, religiöse Darstellungen, morphologische Studien, abstrakte Kompositionen und Balser Impressionen. Im Frühwerk harte, zeichnerische, später malerische Auffassung. Entwickelt eine Strichtextur mit horizontal oder vertikal geschichteten Pinselzügen (teilweise Arbeit mit dem Spachtel). Zunehmende Abschwächung der Einzelformen und teppichhafte Wirkung. 
Tätigkeitsbereiche: Öl, Holzschnitt, Aquatinta, Monotypie.